# 제시카 헐
제시카 헐(영어: Jessica Hull, 1996년 10월 22일~)은 오스트레일리아의 육상 선수로 주 종목은 중거리 달리기이다. 올림픽에 2회 참가하여 2024년 하계 올림픽에서 여자 1500m 종목 은메달을 획득했다.
현재 여자 1500m 오세아니아 기록과 여자 5000m 오스트레일리아 국가 기록을 보유하고 있다.

## 개인사
2022년 12월 대니얼 졸리프(영어: Daniel Jolliffe)와 결혼했다.